# Fail·le de Crotona
Fail·le o Fail·los (en llatí Phayllus, en grec antic Φάϋλλος) fou un atleta i militar de Crotona que va obtenir tres vegades la victòria als Jocs Pitis.
Quan l'Imperi Persa va envair Grècia, del seu patrimoni personal va equipar tres naus amb les que es va unir a la flota grega i va prendre part a la memorable Batalla de Salamina de l'any 480 aC. Aquesta va ser l'única ajuda que va arribar als grecs des de la Magna Grècia i Sicília en aquella ocasió, segons Heròdot i Plutarc. Pausànias també en parla.
Probablement sigui aquest Fail·le el mateix que és molt alabat per les seves victòries com a atleta en un epigrama que es conserva a l'Antologia palatina.